# Активный оранжевый ЖТ
Активный оранжевый ЖТ — это винилсульфоновый активный (на что указывает «Т» в названии) краситель, придающий целлюлозе оранжевый цвет с желтоватым оттенком. Как и другие винилсульфоновые красители, закрепляется за счёт раскрытия активной винильной группы с образованием ковалентной связи с волокном или окрашиваемым материалом. Винильная группа образуется за счёт отщепления остатка серной кислоты под действием щелочи при 60—70 °C.

## Получение
Активный оранжевый ЖТ получают простым диазотированием (3-амино-4-метоксифенил)сульфонилэтилсульфата натрия и дальнейшим сочетанием с Г-кислотой.

Структурная формула Активного оранжевого ЖТ